# Дјежерице
Дјежерице (слч. Dežerice) насељено је мјесто са административним статусом сеоске општине (слч. obec) у округу Бановце на Бебрави, у Тренчинском крају, Словачка Република.

## Становништво
| Година:    | 1994. | 2004.   | 2014.    | 2024.    |
| ---------- | ----- | ------- | -------- | -------- |
| Број људи: | 573   | 613     | 763      | 1150     |
| Разлика:   |       | +6,98 % | +24,46 % | +50,72 % |

| Година:    | 2023. | 2024.   |
| ---------- | ----- | ------- |
| Број људи: | 1137  | 1150    |
| Разлика:   |       | +1,14 % |

Према подацима о броју становника из 2011. године насеље је имало 658 становника.